# Luis Miguel (álbum)
| Críticas profissionais | Críticas profissionais |
| Avaliações da crítica  | Avaliações da crítica  |
| Fonte                  | Avaliação              |
| ---------------------- | ---------------------- |
| AllMusic               | [ 1 ]                  |

Luis Miguel é o 21º álbum de estúdio do cantor mexicano Luis Miguel, lançado mundialmente em 14 de setembro de 2010. O álbum celebra os 40 anos do cantor. Nele estão contidos os singles "Labios de Miel" e "Tres Palabras", tema principal da telenovela mexicana da Televisa, Triunfo del amor (2010), produzida por Salvador Mejía Alejandre e transmitida pelo Canal de las Estrellas.

## Presença em "Salve Jorge Internacional"
Em 2012 a canção "Tres Palabras" foi incluída na trilha sonora internacional da novela "Salve Jorge", de Glória Perez, exibida em 2012/2013. Na novela a canção foi tema das personagens Livia e Théo, interpretados respectivamente por Claudia Raia e Rodrigo Lombardi.

## Faixas
| Luis Miguel — Edição standard |                      |                                                                                                 |         |  |
| N.º                           | Título               | Compositor(es)                                                                                  | Duração |  |
| 1.                            | "Labios de Miel"     | Alejandro Carballo Ángel Roberto Larrañaga Flores Héctor E. Gutiérrez Luis Miguel Andrés Peláez | 3:55    |  |
| 2.                            | "Mujer de Fuego"     | Carballo Larrañaga Flores Gutiérrez Miguel                                                      | 3:31    |  |
| 3.                            | "Tres Palabras"      | Osvaldo Farrés                                                                                  | 2:55    |  |
| 4.                            | "Ella Es Así"        | Carballo Larrañaga Flores Edgar Cortázar Salo Loyo Francisco Loyo Luis Miguel                   | 2:46    |  |
| 5.                            | "No Existen Límites" | Alejandro Lerner Armando Manzanero Roberto Sorokin                                              | 3:25    |  |
| 6.                            | "Siento"             | Cortázar Loyo Miguel                                                                            | 3:20    |  |
| 7.                            | "Lo Que Queda de Mí" | Manzanero                                                                                       | 2:44    |  |
| 8.                            | "Es Por Tí"          | Carballo Larrañaga Flores Gutiérrez Miguel                                                      | 3:44    |  |
| 9.                            | "De Quién Es Usted"  | Manzanero                                                                                       | 2:41    |  |
| 10.                           | "Tal Vez Me Mientes" | Larrañaga Flores Loyo Miguel                                                                    | 2:38    |  |
| Duração total:                | Duração total:       | Duração total:                                                                                  | 31:29   |  |

| Luis Miguel — Edição de luxo |                                    |                                                   |         |  |
| N.º                          | Título                             | Compositor(es)                                    | Duração |  |
| 11.                          | "Labios de Miel (Dance Remix)"     | Carballo Larrañaga Flores Gutiérrez Miguel Peláez | 4:10    |  |
| 12.                          | "Mujer de Fuego (Dance Remix)"     | Carballo Larrañaga Flores Gutiérrez Miguel        | 3:33    |  |
| 13.                          | "Tal Vez Me Mientes (Dance Remix)" | Larrañaga Flores Loyo Miguel                      | 2:53    |  |
| 14.                          | "Es Por Tí (Dance Remix)"          | Carballo Larrañaga Flores Gutiérrez Miguel        | 3:32    |  |
| Duração total:               | Duração total:                     | Duração total:                                    | 44:57   |  |

## Singles
| #  | Título           | EUA | LATIN POP |
| -- | ---------------- | --- | --------- |
| 1. | "Labios de Miel" | #31 | #10       |

## Charts
| Chart (2010)                            | Posição |
| --------------------------------------- | ------- |
| Argentina (CAPIF)                       | 2       |
| Billboard 200                           | 45      |
| Billboard European Top 100 Albums       | 47      |
| Billboard Latin Pop Albums              | 1       |
| Billboard Top Latin Albums              | 1       |
| Espanha (PROMUSICAE Top 100)            | 1       |
| México (AMPROFON Top 100)               | 1       |
| México (AMPROFON Top 100 Internacional) | 1       |

## Vendas e certificações
| Região | Certificação | Vendas/distribuição |
| --- | ------------ | ------------------- |
| Argentina (CAPIF) | Platina      | 40.000x             |
| Chile (IFPI) | Ouro         | 7.500^              |
| EUA (RIAA) | Ouro         |                     |
| México (AMPROFON) | 4x Platina   | 300.000^            |
| *vendas baseadas apenas na certificação ^distribuições baseadas apenas na certificação xdistribuições não-especificadas baseadas apenas na certificação |              |                     |